# José María Buljubasich
José María Buljubasich (* 12. Mai 1971 in Firmat) ist ein argentinischer Fußballtorwart, der in verschiedenen Ländern in Süd-, Mittelamerika und Europa spielte.

## Karriere
José María Buljubasich, bekannt als El Tati, begann seine Fußballkarriere beim Firmat Football Club und debütierte 1991 in der argentinischen Primera División für Rosario Central. Nach Stationen beim CD Teneriffa in Spanien und Monarcas Morelia in Mexiko feierte er 2003 als Stammtorhüter von River Plate unter Manuel Pellegrini den Gewinn des Clausura-Titels.
Nach einer kurzen Auszeit vom Fußball zog es ihn im Februar 2004 nach Chile zu Unión Española. Dort glänzte er insbesondere in den Halbfinalspielen der Clausura 2004, wo er drei Elfmeter gegen Universidad Católica parierte. Zur Saison 2005 wechselte er zu Universidad Católica, wo er zum Idol der Fans wurde. In seinem ersten Jahr stellte er mit über 1.352 Minuten ohne Gegentor einen weltweiten Rekord auf und gewann die Meisterschaft der Clausura 2005. Im September 2006 wurde bei ihm ein gutartiger Gehirntumor diagnostiziert und er kehrte 2007 als Kapitän auf den Platz zurück. Buljubasich äußerte den Wunsch, bei Universidad Católica zu bleiben, aber nach gescheiterten Vertragsverhandlungen verließ er den Verein Ende 2008 und wechselte zu Olimpia in Paraguay. Nach weiteren guten Leistungen trat er am 2. Dezember 2009 vom aktiven Fußball zurück. Am 7. Juli 2010 übernahm er als technischer Manager bei Universidad Católica und gewann in den darauf folgenden elf Jahren sechs nationale Meisterschaften.

## Erfolge
River Plate
- Argentinischer Meister: 2003-C

Universidad Católica
- Chilenischer Meister: 2005-C